# Suy thoái đất

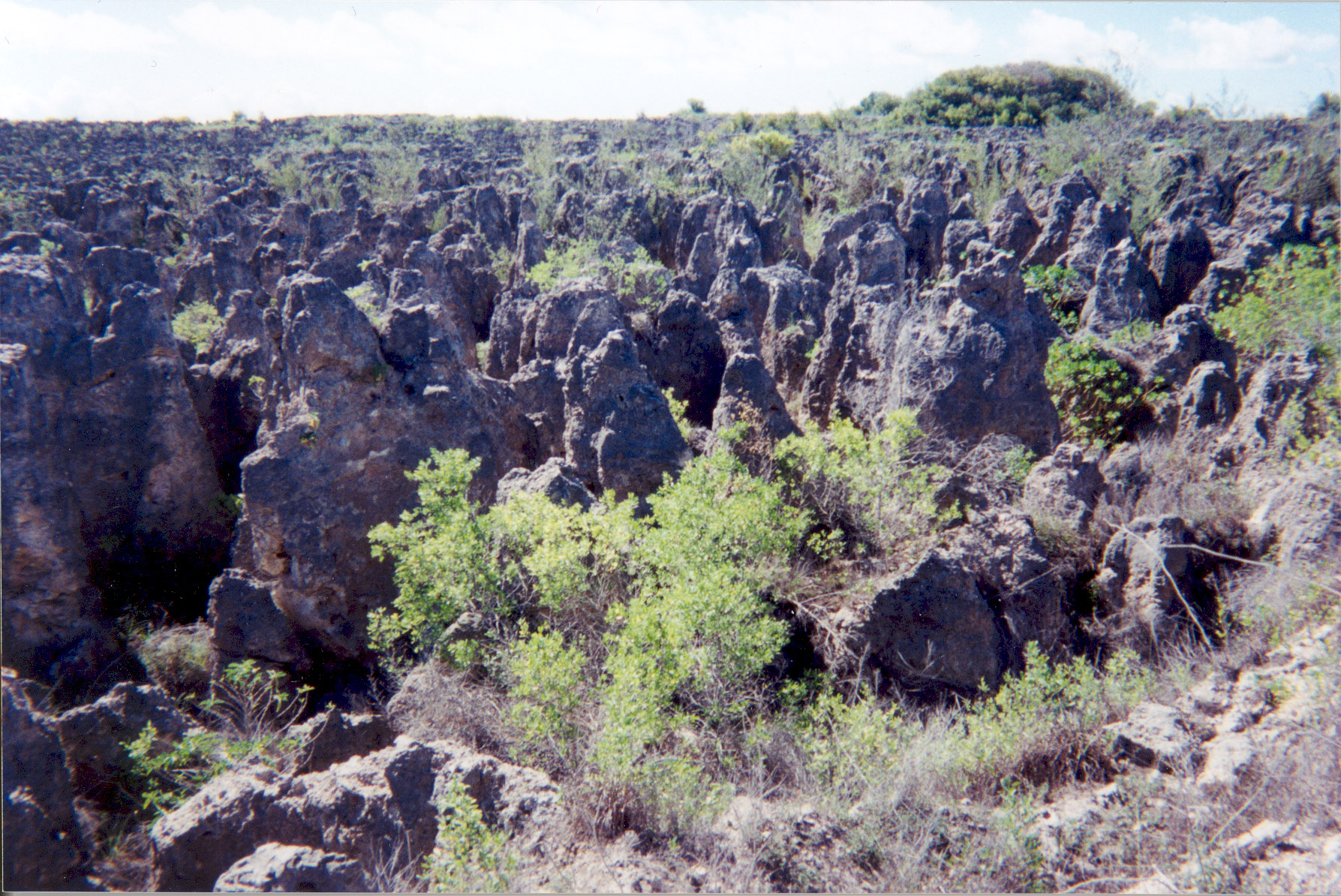
Suy thoái đất nghiêm trọng tại Nauru sau khi khai thác cạn lớp phủ phosphat bằng việc đào mỏ

Suy thoái đất là một quá trình mà trong đó giá trị của môi sinh bị ảnh hưởng bởi sự kết hợp của các quá trình do con người tác động lên đất.  Suy thoái đất được xem là bất cứ sự thay đổi hoặc xáo trộn nào gây nên với đất mà thấy là độc hại hoặc không mong muốn. Tai biến tự nhiên không được coi là một nguyên nhân; tuy nhiên các hành vi của con người có thể ảnh hưởng một cách gián tiếp đến các hiện tượng như lũ lụt hay cháy rừng.
Đây được coi là một chủ đề quan trọng của thế kỷ 21 do những hệ quả mà suy thoái đất gây ra cho năng suất nông nghiệp, môi trường, và ảnh hưởng của nó lên an ninh lương thực. Ước tính rằng lên tới 40% lượng đất nông nghiệp của thế giới bị suy thoái nghiêm trọng.

## Tác động

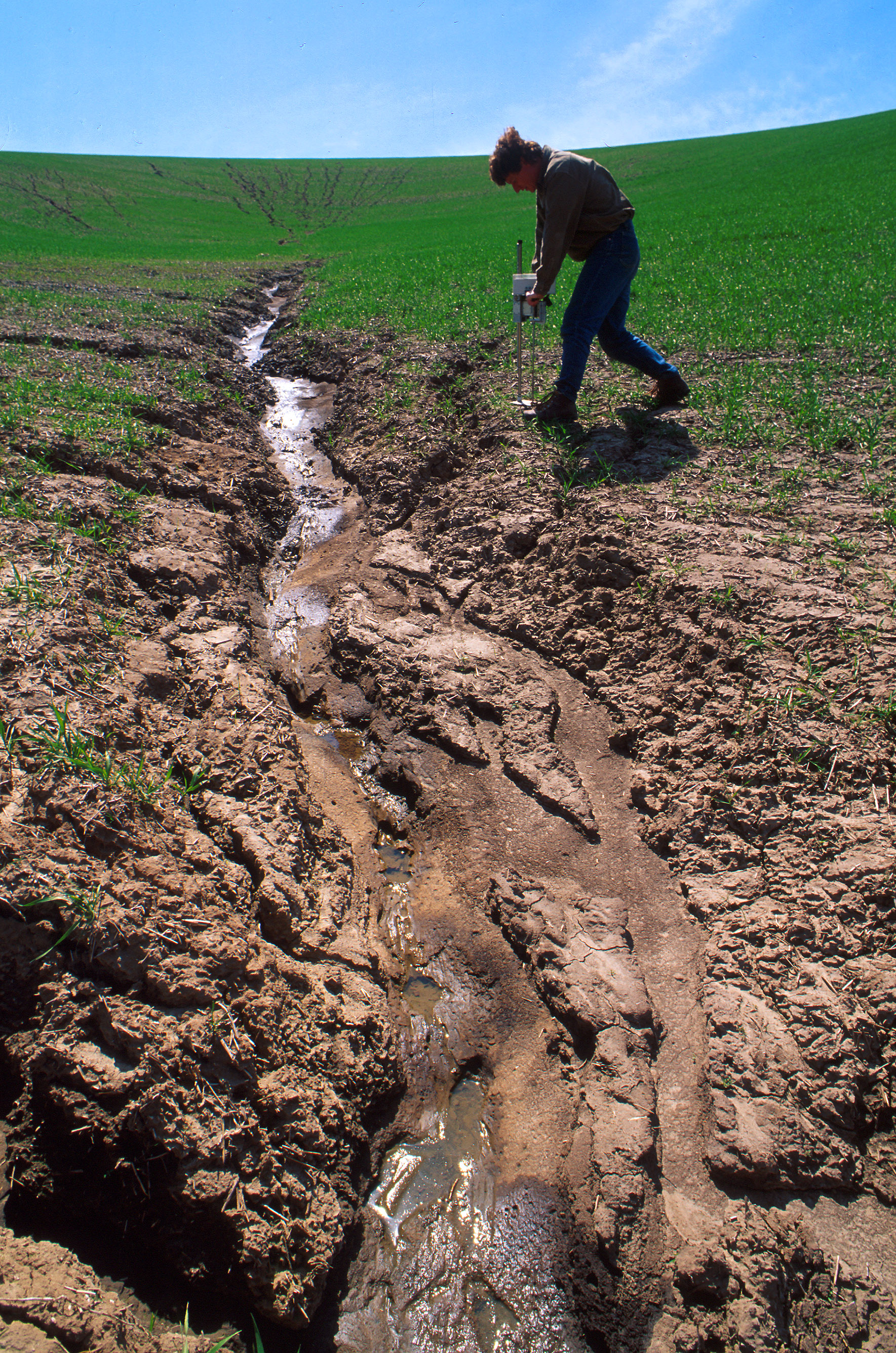
Xói mòn đất ở một cánh đồng lúa mì gần Pullman, Hoa Kỳ

Sự cắt thực vật quá mức diễn ra khi con người đốn hạ rừng rậm, rừng thưa và cây bụi—để lấy gỗ, nhiên liệu gỗ và các sản phẩm khác—ở tốc độ vượt quá tỉ lệ tái mọc tự nhiên. Điều này thường xuyên diễn ra ở các môi trường bán khô cằn, nơi nạn thiếu nhiên liệu gỗ xảy ra nặng nề.